# Bradyidius curtus
Bradyidius curtus är en kräftdjursart som beskrevs av Markhaseva 1993. Bradyidius curtus ingår i släktet Bradyidius och familjen Aetideidae. Inga underarter finns listade i Catalogue of Life.